# Partecipanti alla Vuelta a España 2022
Elenco dei partecipanti alla Vuelta a España 2022.

## Corridori per squadra
Nota: R ritirato, NP non partito, FTM fuori tempo massimo, SQ squalificato
| Jumbo-Visma                | Jumbo-Visma                | Jumbo-Visma                | Ineos Grenadiers            | Ineos Grenadiers            | Ineos Grenadiers            | Trek-Segafredo          | Trek-Segafredo          | Trek-Segafredo          |
| -------------------------- | -------------------------- | -------------------------- | --------------------------- | --------------------------- | --------------------------- | ----------------------- | ----------------------- | ----------------------- |
| 1                          | Primož Roglič              | NP 17ª                     | 81                          | Richard Carapaz             | 14º                         | 161                     | Julien Bernard          | 88º                     |
| 2                          | Edoardo Affini             | NP 10ª                     | 82                          | Dylan van Baarle            | 49º                         | 162                     | Dario Cataldo           | 117º                    |
| 3                          | Rohan Dennis               | 52º                        | 83                          | Tao Geoghegan Hart          | 19º                         | 163                     | Kenny Elissonde         | 64º                     |
| 4                          | Robert Gesink              | 41º                        | 84                          | Ethan Hayter                | NP 10ª                      | 164                     | Daan Hoole              | NP 5ª                   |
| 5                          | Chris Harper               | 33º                        | 85                          | Luke Plapp                  | 95º                         | 165                     | Alex Kirsch             | 119º                    |
| 6                          | Sepp Kuss                  | NP 9ª                      | 86                          | Carlos Rodríguez            | 7º                          | 166                     | Juan Pedro López        | 97º                     |
| 7                          | Sam Oomen                  | 30º                        | 87                          | Pavel Sivakov               | NP 11ª                      | 167                     | Mads Pedersen           | 102º                    |
| 8                          | Mike Teunissen             | 91º                        | 88                          | Ben Turner                  | 72º                         | 168                     | Antonio Tiberi          | 92º                     |
| D.S.: Addy Engels          | D.S.: Addy Engels          | D.S.: Addy Engels          | D.S.: Matteo Tosatto        | D.S.: Matteo Tosatto        | D.S.: Matteo Tosatto        | D.S.: Jaroslav Popovyč  | D.S.: Jaroslav Popovyč  | D.S.: Jaroslav Popovyč  |
| AG2R Citroën Team          | AG2R Citroën Team          | AG2R Citroën Team          | Intermarché-Wanty-Gobert    | Intermarché-Wanty-Gobert    | Intermarché-Wanty-Gobert    | UAE Team Emirates       | UAE Team Emirates       | UAE Team Emirates       |
| 11                         | Ben O'Connor               | 8º                         | 91                          | Jan Bakelants               | 29º                         | 171                     | Marc Soler              | 27º                     |
| 12                         | Clément Champoussin        | 32º                        | 92                          | Jan Hirt                    | NP 6ª                       | 172                     | Pascal Ackermann        | 111º                    |
| 13                         | Jaakko Hänninen            | NP 7ª                      | 93                          | Julius Johansen             | 129º                        | 173                     | Ivo Oliveira            | 131º                    |
| 14                         | Bob Jungels                | 51º                        | 94                          | Louis Meintjes              | 11º                         | 174                     | Juan Ayuso              | 3º                      |
| 15                         | Nans Peters                | 61º                        | 95                          | Domenico Pozzovivo          | R 15ª                       | 175                     | João Almeida            | 5º                      |
| 16                         | Nicolas Prodhomme          | 73º                        | 96                          | Rein Taaramäe               | R 17ª                       | 176                     | Brandon McNulty         | 70º                     |
| 17                         | Antoine Raugel             | 115º                       | 97                          | Gerben Thijssen             | R 9ª                        | 177                     | Juan Sebastián Molano   | 126º                    |
| 18                         | Andrea Vendrame            | NP 7ª                      | 98                          | Boy van Poppel              | NP 12ª                      | 178                     | Jan Polanc              | 12º                     |
| D.S.: Julien Jurdie        | D.S.: Julien Jurdie        | D.S.: Julien Jurdie        | D.S.: Pieter Vanspeybrouck  | D.S.: Pieter Vanspeybrouck  | D.S.: Pieter Vanspeybrouck  | D.S.: Andrej Hauptman   | D.S.: Andrej Hauptman   | D.S.: Andrej Hauptman   |
| Astana Qazaqstan Team      | Astana Qazaqstan Team      | Astana Qazaqstan Team      | Israel-Premier Tech         | Israel-Premier Tech         | Israel-Premier Tech         | Alpecin-Deceuninck      | Alpecin-Deceuninck      | Alpecin-Deceuninck      |
| 21                         | Miguel Ángel López         | 4º                         | 101                         | Michael Woods               | R 3ª                        | 181                     | Tim Merlier             | 132º                    |
| 22                         | Samuele Battistella        | NP 18ª                     | 102                         | Patrick Bevin               | 75º                         | 182                     | Floris De Tier          | NP 10ª                  |
| 23                         | David de la Cruz           | 21º                        | 103                         | Alessandro De Marchi        | 103º                        | 183                     | Jimmy Janssens          | 107º                    |
| 24                         | Evgenij Fëdorov            | 123º                       | 104                         | Itamar Einhorn              | R 8ª                        | 184                     | Xandro Meurisse         | 39º                     |
| 25                         | Aleksej Lucenko            | 71º                        | 105                         | Chris Froome                | 114º                        | 185                     | Robert Stannard         | 81º                     |
| 26                         | Vincenzo Nibali            | 45º                        | 106                         | Omer Goldstein              | 63º                         | 186                     | Lionel Taminiaux        | 127º                    |
| 27                         | Vadim Pronskij             | 38º                        | 107                         | Carl Fredrik Hagen          | 34º                         | 187                     | Gianni Vermeersch       | 82º                     |
| 28                         | Harold Tejada              | 65º                        | 108                         | Daryl Impey                 | 101º                        | 188                     | Jay Vine                | R 18ª                   |
| D.S.: Stefano Zanini       | D.S.: Stefano Zanini       | D.S.: Stefano Zanini       | D.S.: Óscar Guerrero        | D.S.: Óscar Guerrero        | D.S.: Óscar Guerrero        | D.S.: Frederik Willems  | D.S.: Frederik Willems  | D.S.: Frederik Willems  |
| Bahrain Victorious         | Bahrain Victorious         | Bahrain Victorious         | Lotto Soudal                | Lotto Soudal                | Lotto Soudal                | Burgos-BH               | Burgos-BH               | Burgos-BH               |
| 31                         | Mikel Landa                | 15º                        | 111                         | Thomas De Gendt             | 80º                         | 191                     | Jetse Bol               | 89º                     |
| 32                         | Santiago Buitrago          | NP 12ª                     | 112                         | Cédric Beullens             | 108º                        | 192                     | Óscar Cabedo            | 22º                     |
| 33                         | Gino Mäder                 | 20º                        | 113                         | Filippo Conca               | NP 17ª                      | 193                     | José Manuel Díaz        | 43º                     |
| 34                         | Wout Poels                 | NP 9ª                      | 114                         | Steff Cras                  | R 2ª                        | 194                     | Jesús Ezquerra          | 68º                     |
| 35                         | Luis León Sánchez          | 16º                        | 115                         | Jarrad Drizners             | NP 10ª                      | 195                     | Victor Langellotti      | R 8ª                    |
| 36                         | Jasha Sütterlin            | 85º                        | 116                         | Kamil Małecki               | 125º                        | 196                     | Daniel Navarro          | 44º                     |
| 37                         | Fred Wright                | 67º                        | 117                         | Harry Sweeny                | NP 10ª                      | 197                     | Ander Okamika           | 96º                     |
| 38                         | Edoardo Zambanini          | 36º                        | 118                         | Maxim Van Gils              | NP 16ª                      | 198                     | Manuel Peñalver         | NP 1ª                   |
| D.S.: Franco Pellizotti    | D.S.: Franco Pellizotti    | D.S.: Franco Pellizotti    | D.S.: Kurt Van De Wouwer    | D.S.: Kurt Van De Wouwer    | D.S.: Kurt Van De Wouwer    | D.S.: David Cantera     | D.S.: David Cantera     | D.S.: David Cantera     |
| Bora-Hansgrohe             | Bora-Hansgrohe             | Bora-Hansgrohe             | Movistar Team               | Movistar Team               | Movistar Team               | Equipo Kern Pharma      | Equipo Kern Pharma      | Equipo Kern Pharma      |
| 41                         | Sam Bennett                | NP 10ª                     | 121                         | Alejandro Valverde          | 13º                         | 201                     | Roger Adrià             | NP 11ª                  |
| 42                         | Matteo Fabbro              | 54º                        | 122                         | Mathias Norsgaard           | NP 10ª                      | 202                     | Urko Berrade            | 66º                     |
| 43                         | Sergio Higuita             | 23º                        | 123                         | Lluís Mas                   | 133º                        | 203                     | Héctor Carretero        | NP 11ª                  |
| 44                         | Jai Hindley                | 10º                        | 124                         | Enric Mas                   | 2º                          | 204                     | Francisco Galván        | 105º                    |
| 45                         | Wilco Kelderman            | 18º                        | 125                         | Gregor Mühlberger           | 50º                         | 205                     | Raúl García Pierna      | 47º                     |
| 46                         | Jonas Koch                 | 99º                        | 126                         | Nelson Oliveira             | 37º                         | 206                     | Pau Miquel              | NP 11ª                  |
| 47                         | Ryan Mullen                | 128º                       | 127                         | José Joaquín Rojas          | 48º                         | 207                     | José Félix Parra        | 26º                     |
| 48                         | Danny van Poppel           | 121º                       | 128                         | Carlos Verona               | 35º                         | 208                     | Vojtěch Řepa            | 77º                     |
| D.S.: Jens Zemke           | D.S.: Jens Zemke           | D.S.: Jens Zemke           | D.S.: José Vicente García   | D.S.: José Vicente García   | D.S.: José Vicente García   | D.S.: Juan José Oroz    | D.S.: Juan José Oroz    | D.S.: Juan José Oroz    |
| Cofidis                    | Cofidis                    | Cofidis                    | Quick-Step Alpha Vinyl Team | Quick-Step Alpha Vinyl Team | Quick-Step Alpha Vinyl Team | Euskaltel-Euskadi       | Euskaltel-Euskadi       | Euskaltel-Euskadi       |
| 51                         | Jesús Herrada              | 56º                        | 131                         | Julian Alaphilippe          | R 11ª                       | 211                     | Mikel Bizkarra          | 28º                     |
| 52                         | Bryan Coquard              | NP 17ª                     | 132                         | Rémi Cavagna                | 104º                        | 212                     | Xabier Azparren         | 94º                     |
| 53                         | Davide Cimolai             | 134º                       | 133                         | Dries Devenyns              | 100º                        | 213                     | Ibai Azurmendi          | 86º                     |
| 54                         | Thomas Champion            | 98º                        | 134                         | Remco Evenepoel             | 1º                          | 214                     | Joan Bou                | 83º                     |
| 55                         | Rubén Fernández            | 59º                        | 135                         | Fausto Masnada              | 57º                         | 215                     | Carlos Canal            | 84º                     |
| 56                         | José Herrada               | NP 10ª                     | 136                         | Pieter Serry                | NP 9ª                       | 216                     | Mikel Iturria           | 93º                     |
| 57                         | Rémy Rochas                | R 7ª                       | 137                         | Ilan Van Wilder             | 40º                         | 217                     | Gotzon Martín           | 76º                     |
| 58                         | Davide Villella            | 53º                        | 138                         | Louis Vervaeke              | 58º                         | 218                     | Luis Ángel Maté         | 62º                     |
| D.S.: Christian Guiberteau | D.S.: Christian Guiberteau | D.S.: Christian Guiberteau | D.S.: Davide Bramati        | D.S.: Davide Bramati        | D.S.: Davide Bramati        | D.S.: Jorge Azanza      | D.S.: Jorge Azanza      | D.S.: Jorge Azanza      |
| EF Education-EasyPost      | EF Education-EasyPost      | EF Education-EasyPost      | Team BikeExchange-Jayco     | Team BikeExchange-Jayco     | Team BikeExchange-Jayco     | Team Arkéa-Samsic       | Team Arkéa-Samsic       | Team Arkéa-Samsic       |
| 61                         | Rigoberto Urán             | 9º                         | 141                         | Simon Yates                 | NP 11ª                      | 221                     | Élie Gesbert            | 42º                     |
| 62                         | Jonathan Caicedo           | 69º                        | 142                         | Lawson Craddock             | 55º                         | 222                     | Anthony Delaplace       | NP 8ª                   |
| 63                         | Hugh Carthy                | 25º                        | 143                         | Luke Durbridge              | 112º                        | 223                     | Thibault Guernalec      | R 13ª                   |
| 64                         | Esteban Chaves             | NP 16ª                     | 144                         | Kaden Groves                | 113º                        | 224                     | Simon Guglielmi         | 60º                     |
| 65                         | Merhawi Kudus              | 79º                        | 145                         | Lucas Hamilton              | 78º                         | 225                     | Daniel McLay            | 120º                    |
| 66                         | Mark Padun                 | 46º                        | 146                         | Michael Hepburn             | 118º                        | 226                     | Łukasz Owsian           | 90º                     |
| 67                         | James Shaw                 | 87º                        | 147                         | Kelland O'Brien             | R 14ª                       | 227                     | Clément Russo           | 116º                    |
| 68                         | Julius van den Berg        | 130º                       | 148                         | Callum Scotson              | NP 12ª                      |                         |                         |                         |
| D.S.: Juan Manuel Gárate   | D.S.: Juan Manuel Gárate   | D.S.: Juan Manuel Gárate   | D.S.: Gene Bates            | D.S.: Gene Bates            | D.S.: Gene Bates            | D.S.: Sébastien Hinault | D.S.: Sébastien Hinault | D.S.: Sébastien Hinault |
| Groupama-FDJ               | Groupama-FDJ               | Groupama-FDJ               | Team DSM                    | Team DSM                    | Team DSM                    |                         |                         |                         |
| 71                         | Thibaut Pinot              | 17º                        | 151                         | Thymen Arensman             | 6º                          |                         |                         |                         |
| 72                         | Bruno Armirail             | NP 18ª                     | 152                         | Nikias Arndt                | NP 8ª                       |                         |                         |                         |
| 73                         | Fabian Lienhard            | 122º                       | 153                         | Marco Brenner               | 74º                         |                         |                         |                         |
| 74                         | Rudy Molard                | 31º                        | 154                         | John Degenkolb              | 124º                        |                         |                         |                         |
| 75                         | Quentin Pacher             | R 18ª                      | 155                         | Mark Donovan                | NP 8ª                       |                         |                         |                         |
| 76                         | Sébastien Reichenbach      | 24º                        | 156                         | Jonas Hvideberg             | 110º                        |                         |                         |                         |
| 77                         | Miles Scotson              | 109º                       | 157                         | Joris Nieuwenhuis           | 106º                        |                         |                         |                         |
| 78                         | Jake Stewart               | NP 8ª                      | 158                         | Henri Vandenabeele          | R 9ª                        |                         |                         |                         |
| D.S.: Philippe Mauduit     | D.S.: Philippe Mauduit     | D.S.: Philippe Mauduit     | D.S.: Matthew Winston       | D.S.: Matthew Winston       | D.S.: Matthew Winston       |                         |                         |                         |

### Legenda
| Dorsale      | Dorsale di partenza del ciclista | Posizione       | Posizione finale nella classifica generale               |
| Maglia rossa | Indica il vincitore della classifica generale                                                                                        | Maglia poix blu | Indica il vincitore della classifica dei GPM             |
| Maglia verde | Indica il vincitore della classifica a punti                                                                                         | Maglia bianca   | Indica il vincitore della classifica dei giovani         |
| NP           | Indica un ciclista che non è ripartito in una tappa la mattina                                                                       | R               | Indica un ciclista che si è ritirato in una tappa        |
| FTM          | Indica un ciclista che ha concluso una tappa fuori tempo, ossia ha impiegato più tempo rispetto a quanto stabilito dal tempo massimo | EX              | Corridore escluso per non aver rispettato il regolamento |

## Ciclisti per nazione
Le nazionalità rappresentate nella manifestazione sono 31; in tabella il numero dei ciclisti suddivisi per la propria nazione di appartenenza:
| Numero ciclisti | Nazione                                                                                   |
| --------------- | ----------------------------------------------------------------------------------------- |
| 36              | Spagna                                                                                    |
| 21              | Francia                                                                                   |
| 18              | Belgio                                                                                    |
| 16              | Australia                                                                                 |
| 14              | Italia                                                                                    |
| 13              | Paesi Bassi                                                                               |
| 11              | Gran Bretagna                                                                             |
| 7               | Colombia                                                                                  |
| 6               | Germania                                                                                  |
| 3               | Danimarca, Kazakistan, Portogallo, Svizzera, Stati Uniti                                  |
| 2               | Rep. Ceca, Ecuador, Irlanda, Israele, Lussemburgo, Norvegia, Polonia, Slovenia, Sudafrica |
| 1               | Austria, Canada, Eritrea, Estonia, Finlandia, Monaco, Nuova Zelanda, Ucraina              |

### Quadro d'insieme nazionalità e tappe
| Nazione       | Corridori partenti | Corridori arrivati | Tappe vinte                               |
| ------------- | ------------------ | ------------------ | ----------------------------------------- |
| Australia     | 16                 | 11                 | 3 (2 Jay Vine, Kaden Groves)              |
| Austria       | 1                  | 1                  | -                                         |
| Belgio        | 18                 | 12                 | 2 (2 Remco Evenepoel)                     |
| Canada        | 1                  | 0                  | -                                         |
| Colombia      | 7                  | 5                  | 2 (Rigoberto Urán, Juan Sebastián Molano) |
| Danimarca     | 3                  | 2                  | 3 (3 Mads Pedersen)                       |
| Ecuador       | 2                  | 2                  | 3 (3 Richard Carapaz)                     |
| Eritrea       | 1                  | 1                  | -                                         |
| Estonia       | 1                  | 0                  | -                                         |
| Francia       | 21                 | 13                 | -                                         |
| Finlandia     | 1                  | 0                  | -                                         |
| Germania      | 6                  | 5                  | -                                         |
| Gran Bretagna | 11                 | 7                  | -                                         |
| Irlanda       | 2                  | 1                  | 2 (2 Sam Bennett)                         |
| Israele       | 2                  | 1                  | -                                         |
| Italia        | 14                 | 9                  | -                                         |
| Kazakistan    | 3                  | 3                  | -                                         |
| Lussemburgo   | 2                  | 2                  | -                                         |
| Monaco        | 1                  | 0                  | -                                         |
| Norvegia      | 2                  | 2                  | -                                         |
| Nuova Zelanda | 1                  | 1                  | -                                         |
| Paesi Bassi   | 13                 | 10                 | 2 (Robert Gesink, Thymen Arensman)        |
| Polonia       | 2                  | 2                  | -                                         |
| Portogallo    | 3                  | 3                  | -                                         |
| Rep. Ceca     | 2                  | 1                  | -                                         |
| Slovenia      | 2                  | 1                  | 1 (Primož Roglič)                         |
| Spagna        | 36                 | 31                 | 2 (Marc Soler, Jesús Herrada)             |
| Sudafrica     | 2                  | 2                  | 1 (Louis Meintjes)                        |
| Svizzera      | 3                  | 3                  | -                                         |
| Ucraina       | 1                  | 1                  | -                                         |
| Stati Uniti   | 3                  | 2                  | -                                         |
| Totale        | 183                | 134                | 21                                        |